# 正和里
正和里是一個位於中華民國台灣台北市信義區的里。現任里長為尹俊富。
正和里位於台北市信義區西側，西鄰光復南路，辦公室位於信義區光復南路417巷76號。